# みんなのたあ坊
みんなのたあ坊（みんなのたあぼう、ラテン文字表記：Minna No Tabo）は、日本のサンリオによるキャラクター。
1984年にキャラクター開発。サンリオにおける脱力系キャラクターのひとつである。

## 概要
1984年にグリーティングカードのキャラクターとして登場した。
サンリオでグリーティングカードの企画を担当していた島末彰子が暑中見舞いはがき用にキャラクターを考案し、時間がなかったため自分で描いた下絵をそのまま印刷屋に提出したことが発端である。当初は名前・性別ともに決まっていなかった。その後「あ段の音で、のんびりした感じの名前」で、誕生した当時の男の子の名前が「た」で始まるものが多かったことから島末が「たあ坊」と命名した。「みんなのたあ坊」にする事で「沢山の人に自分との共通点を見つけて欲しい」という思いも込められている。島末によれば、たあ坊には特定のモデルはいないという。
高校生や大学生のヤング層をターゲットとして開発され、その後幅広い世代に人気が拡大した。
1987年よりキャラクターグッズの販売を開始、商品には、イラストレーションとともに、たあ坊の発する短い言葉が書かれている。
『いちご新聞』の読者投票企画「サンリオキャラクター大賞」で、1988年度（第3回）と1989年度（第4回）の2年連続で1位を受賞した。
たあ坊の誕生日は当初は謎とされてきたが、5月5日であることがいちご新聞340号（1996年6月号）で赤ちゃんの頃のたあ坊と共に公表された。
サンリオピューロランドのライブショーや舞台作品にも出演していた時期があり、2020年現在もMiracle Gift Paradeでたあ坊のライブキャラクター（着ぐるみ）が出演している。当園のキャラクターグリーティングにも不定期に登場する。
サンリオは海外展開もしていて、たあ坊は、香港では広東語で大きな口の男の子を意味する「大口仔 ダーイハウチャイ」と呼ばれている。

## 設定
登場人物はたあ坊のほかに、両親や両方の祖父母、たくさんの動物のお友だちが登場する。
1991年には弟のまあくんが『いちご新聞』1991年9月号（283号）の紙面上で初登場した。
2018年にはガールフレンドの「なこちゃん」が登場した。
たあ坊の誕生日は5月5日。血液型はなぞ。
たあ坊の趣味は遠足。特技はスポーツ全般および水泳でアーティスティックスイミングもできる。
たあ坊の好きな食べ物は、お母さんが作ってくれるオムレツ。
たあ坊の苦手な物は早口言葉とピーマン。
たあ坊の一番の仲良しは、わんくん（アニメと歌「たあ坊のがんばる宣言」ではわんくん、まんがではイヌくん）。

### その他の友だち
出典：
- イヌくん[3] - 後述のイメージソング「たあ坊の一年生になったら」の歌詞にも歌われる。
- ニワトリさん - 同上
- カエルさん - 同上
- ヒヨコさん
- アオイトリさん
- カモメさん
- ワニさん
- アシカさん
- キツネさん
- ウサギさん
- ネコさん
- ネズミさん
- ブタさん
- ひつじさん
- パンダさん
- タヌキさん
- おさるさん
- クマさん
- ライオンさん
- ゾウさん
- カニさん
- カメさん
- ペンギンさん
- イルカさん
- トラさん
- ヤギさん
- シロクマさん
- ヒョウさん
- リスさん
- ラッコさん
- コアラさん
- モグラさん
- ナマケモノさん
- イノシシさん
- カバさん
- ウシさん
- ウマさん
- キリンさん
- トナカイさん
- カッパさん
- タツさん
- オニさん
- サンタさん
- アリさん - 1988年8月追加[18]。

## 声優
- たあ坊: 高木早苗
- まあくん: 半場友恵

## 商品
- グリーティングカード[4]
- 文房具
- カレンダー
- レクリエーション用品
- 日用品
- 食器
- 衣料品
- 食品
- 書籍（後述）
- 映像作品（後述）
- CD（後述）
- ゲーム（ゲームソフト、ボードゲーム等、後述）

## 書籍
- 「みんなのたあ坊 こんにちは」1989年12月
- 「たあ坊の竜宮星大探険」サンリオ世界名作館 1991年6月
- 「たあ坊の竜宮星大探険」ルーレット・ゲームえほん 1991年8月
- 「みんなのたあ坊 きょうのはっけん」1992年6月
- 「みんなのたあ坊 心理ゲーム」1992年8月
- みんなのたあ坊シリーズ
  - 「みんなのたあ坊の菜根譚―今も昔も大切な100のことば」2004年1月 - 20万部以上発行[19]
  - 「みんなのたあ坊の賢人訓―今も新鮮な70のことば」2004年9月
  - 「こどもに伝えたい今も昔も大切な100のことば―みんなのたあ坊の菜根譚 」2005年1月
  - 「Minna no Tabo's Sai kon tan―100 all-time precious proverbs」2005年5月
  - 「みんなのたあ坊の哲人訓―今こそ必要な100のことば」2005年9月
  - 「みんなのたあ坊の握れば拳 開けば掌―人生が変わる日本の言葉100」2006年11月
  - 「みんなのたあ坊の菜根譚 厳選保存版―今も昔も大切な30のことば」2007年7月
  - みんなのたあ坊シリーズは2006年11月までに50万部以上発行[19][1]

## 映像作品
- 『たあ坊のガンバル宣言』サンリオ 1989年 VHS（SAVV-5006） - 『ぽこぽんの里帰り』、『エディ&エミィのイニシャルリングは2人で』とのカップリング。
- 『みんなのたあ坊 こんにちは』サンリオ 1989年 VHS（SAVV-5007） - 『けろけろけろっぴの大冒険』、『ウメ屋雑貨店ぼくたちのひみつ』とのカップリング。
- 「宇宙防衛隊　たあ坊」シリーズ
  - 『たあ坊の竜宮星大冒険』1991年 劇場公開映画（第3回サンリオアニメフェスティバル）サンリオ VHS（SAVV-140 ISBN 438792358X ）、DVD
  - 『宇宙防衛隊たあ坊のしんきろう星を救え!』サンリオ 1993年 VHS（SAVV-163 ISBN 4387931019  ）、DVD
  - 『宇宙防衛隊たあ坊の時の止まった星』サンリオ 1994年 VHS（SAVV-167 ISBN 4387931981  ）、DVD
  - 本シリーズでは、たあ坊は宇宙防衛隊の隊員としていろいろな星の事件を解決していく。

## CD
- 「『いちご新聞』増刊号いちごのうた - たあ坊のがんばる宣言」 東芝EMI、CG20-5059 1989年[20]
- 「ヤムチャRAP」みんなのたあ坊 feat. ヤムチャラッパーズ 2005年

## ゲーム
- みんなのたあ坊のなかよし大作戦 - ファミリーコンピュータ用ゲームソフト。キャラクターソフトより発売。
- サンリオカーニバル - 同上。たあ坊も登場する。ゲームボーイ版もあり。
- サンリオカーニバル2 - 同上。たあ坊も登場する。ゲームボーイ版もあり。
- サンリオカップ ポンポンバレー - 同上。たあ坊も登場する。
- サンリオワールド スマッシュボール - スーパーファミコン用ゲームソフト。キャラクターソフトより発売。たあ坊も登場する。
- けろけろけろっぴの冒険日記 - 同上。主役はけろっぴだが、たあ坊も登場する。
- サンリオタイニーパークシリーズ - Windows/Macintosh用エデュテインメントソフト（後述）
- みんなのたあ坊 お花だいすき - LCDゲーム。エポック社より発売。
- みんなのたあ坊 まいごのまいごのヒヨコさん - 同上。
- みんなのたあ坊 うひゃ〜ランドゲーム - ボードゲーム、エポック社より発売。
- ゲームであそぼうよロイヤル11+4 みんなのたあ坊 - 同上。所謂ポンジャン。

## イメージソング
「たあぼうのがんばるせんげん」
作詞：あけずみじゅんこ 作曲/編曲：赤坂東児 歌：JUNPEI
1992年8月21日にサンリオより発売されたCDアルバム「みんなでうたおう！キャラクターソング」（SACV-2030）の10曲目に収録されている。3分0秒。
みんなのたあ坊の映像作品『たあ坊のガンバル宣言』の挿入歌としても使用されている。
「たあ坊の一年生になったら」
作詞：宮崎ナツミ 作曲/編曲：白川義久 歌：竹田えり
1992年7月21日にサンリオより発売されたCDアルバム「学校いこう スクールソング」（SACV-2032）の1曲目に収録されている。2分54秒。
「みんなでいってきます」
作詞：岡本雅子 作曲：大森俊之 編曲：淡海悟郎 歌：JUNPEI
1992年7月21日にサンリオより発売されたCDアルバム「楽しい毎日のために ぼくたちの一日ソング」（SACV-2033）の1曲目に収録されている。1分47秒。
「たあ坊Ondo」
作詞：あけずみじゅんこ 作曲/編曲：牧野三朗 歌：JUNPEI
1990年6月21日にビクターエンタテイメントより発売されたCDシングル「サンリオ キャラクター ONDO」（VICG-13016）の4曲目に収録されている。

## イメージキャラクター
- かつて存在した日本の都市銀行、北海道拓殖銀行（たくぎん）のイメージキャラクターを1989年1月25日[24]から、営業終了の1998年11月10日まで務めた。
  - 預金通帳、キャッシュカード[25]、キャンペーン景品、ポスター、新聞広告、ATM画面に登場し、本州では「たくぎんJCBカード」の、北海道では「たくぎんHCBメルヘンカード（JCBの子会社）」のテレビCMに出演した。サンリオキャラクターがクレジットカードにデザインされるのはこれが最初[25]。

## サンリオキャラクター大賞の順位
『いちご新聞』の読者投票企画「サンリオキャラクター大賞」では第3回（1988年）、第4回（1989年）の1位が歴代最高である。
昭和と平成、両方の元号で1位を達成した唯一のキャラクターであり、連覇を達成した初のキャラクターでもある。2013年サンリオキャラクター大賞26位。2013年サンリオキャラクター大賞の特別企画である「これやります宣言」で、「10位以内ならまじめな顔で証明写真を撮る」と宣言していたが、ランクインを逃し実現とはならなかった。なお、真顔なたあ坊は映像作品「宇宙防衛隊 たあ坊」シリーズで目にすることができる。
また、いちご新聞オリジナル企画で2016年より「サブキャラコンテスト」が開催されている。第1回（2016年）の「サブキャラコンテスト」では「イヌくん」がノミネートされ25位にランクインされ、第2回（2017年）の「サブキャラコンテスト」では「まぁくん」と「ニワトリさん」がノミネートされ、「まぁくん」が30位、「ニワトリさん」が37位にランクインされ、第3回（2018年）は「なこちゃん」がノミネートされ、30位にランクインされた。第4回（2019年）は第1回（2016年）〜第3回（2018年）までの上位20キャラクター同士の決戦コンテストで、「みんなのたあ坊」のサブキャラはいずれも上位20位圏外のためノミネートなしであった。仕切り直しとなる第5回（2020年）の「サブキャラコンテスト」では「まぁくん」がノミネートされ、40位にランクインされた。
- 2025年サンリオキャラクター大賞33位
- 2024年サンリオキャラクター大賞27位
- 2023年サンリオキャラクター大賞27位
- 2022年サンリオキャラクター大賞28位
- 2021年サンリオキャラクター大賞22位（いちご新聞ランキング33位[32]）。
- 2020年サンリオキャラクター大賞29位（いちご新聞ランキング43位[33]）。
- 2019年サンリオキャラクター大賞31位（いちご新聞ランキング40位[34]）。
- 2018年サンリオキャラクター大賞32位（いちご新聞ランキング44位[35]）。
- 2017年サンリオキャラクター大賞27位（いちご新聞ランキング47位[36]）。
- 2016年サンリオキャラクター大賞27位（いちご新聞ランキング32位[37]） ／ なでる投票26位[38]。
- 2015年サンリオキャラクター大賞29位[39]（いちご新聞ランキング31位[40]）。
- 2014年サンリオキャラクター大賞20位[41][42][注釈 4]（いちご新聞ランキング26位[44]）。
- 2013年サンリオキャラクター大賞26位。
- 2012年サンリオキャラクター大賞28位[45]。
- 2011年サンリオキャラクター大賞19位[46]。
- 2010年サンリオキャラクター大賞19位[47]。
- 2006年〜2009年サンリオキャラクター大賞10位圏外[2]。
- 2005年サンリオキャラクター大賞10位。
- 1992年〜2004年サンリオキャラクター大賞10位圏外。
- 1991年サンリオキャラクター大賞4位。
- 1990年サンリオキャラクター大賞2位。
- 1989年サンリオキャラクター大賞1位。
- 1988年サンリオキャラクター大賞1位。
- 1987年サンリオキャラクター大賞3位[2]。

## その他
- 『いちご新聞』でみんなのたあ坊が初めて表紙を飾ったのは、1988年3月号（241号）である[1]。
- 1994年サンリオより発売のシングルCD『サンリオキャラクター目覚ましCD ハローキティのおはよう!みんな』（V-2615 ISBN 4-387-94070-0 ）の4曲目に「みんなのたあ坊」のタイトルで収録、曲ではなく長さ1分56秒のドラマCDのような内容である。たあ坊が動物さんたちや友だちを起こしに行き、そしてみんなで遠足へ出かけるという内容。BGMは「たあぼうのがんばるせんげん」のオフボーカルで、声の演出は高木早苗である。
- サンリオが1996年2月16日に発売した「サンリオタイニーパーク」というWindows/Macintosh用エデュテインメントソフトに、みんなのたあ坊のコンテンツである「みんなのたあ坊のどうくつたんけん」と称するゲーム感覚で数の勉強ができるモジュールが収録されている[48]。また後日発売された「サンリオ タイニーパークvol.2」に「みんなのたあぼうのおともだちあつまれ」が、「サンリオ タイニーパークvol.3」に「みんなのたあ坊のたのしいおかいもの」が収録されている。また、その後継商品である「サンリオスーパータイニーパーク」のVOL.3に「みんなのたあ坊のうちゅうたんけん」と称するゲームが収録されている[49]。
- エクサムが発売するキッズ向けトレーディングカードアーケードゲームであるハローキティとまほうのエプロン 〜サンリオキャラクター大集合!〜の第3弾〜レッツ!ハンバーガークッキング〜』や[50]、第4弾『〜みんな集まれ!お料理パーティー!〜』に登場するキャラクターのひとつとしてたあ坊が起用された[51]。